# NGC 3024
NGC 3024 је спирална галаксија у сазвежђу Лав која се налази на NGC листи објеката дубоког неба.
Деклинација објекта је + 12° 45' 56" а ректасцензија 9h 50m 27,3s. Привидна величина (магнитуда) објекта NGC 3024 износи 13,1 а фотографска магнитуда 13,8. NGC 3024 је још познат и под ознакама UGC 5275, MCG 2-25-46, CGCG 63-84, IRAS 09477+1259, PGC 28324.